# Akatsuki (Naruto)
Akatsuki (暁, lit. amanhecer, aurora) era uma organização fictícia do mangá e anime Naruto que buscava a paz, mas que com o tempo acabou se tornando uma organização de mercenários. Foi apresentada durante a primeira parte da série (Naruto), mas os seus membros foram sendo divulgados e ganhando importância como os principais antagonistas da série durante a segunda parte (Naruto: Shippūden). Essa organização foi composta originalmente por dez ninjas exilados de suas vilas, os nukenins.

## Sobre a organização

### Liderança

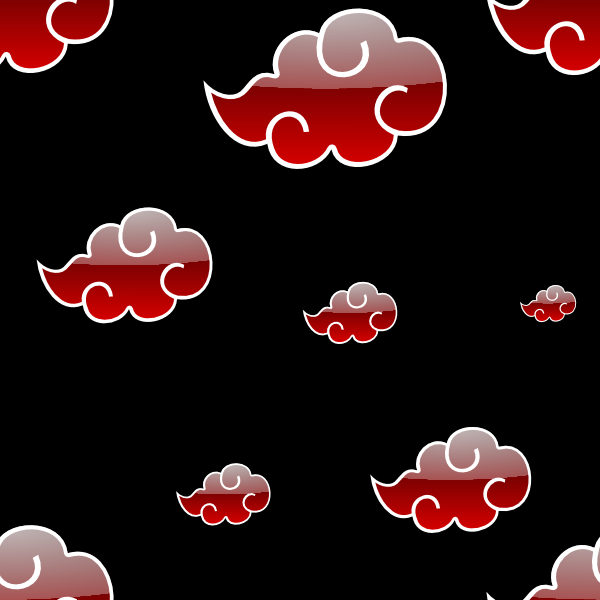
Símbolo da organização

Chapéu da Akatsuki

O verdadeiro líder da Akatsuki foi Tobi. Posteriormente, Nagato se tornou o líder. Essa organização tinha por meta a busca pela paz, no entanto depois da morte de Yahiko e depois da influencia de Tobi, a sua principal missão passou a ser a coleta de todas as Bijū (尾獣, lit. Bestas com Caudas), criaturas compostas unicamente de chakra (チャクラ, chakura). Inicialmente o número de componentes era de dez ninjas, porém seu número de integrantes acabou por ser reduzido com a fuga de Orochimaru da organização, e a captura de Hidan, e também pelas mortes de Kakuzu, Deidara, Itachi Uchiha, Kisame Hoshigaki, Konan, Nagato e Sasori sendo este último substituído por Tobi.
Cada membro da Akatsuki possui uma bandana (額当て, hitaiate, lit. valor atribuído) de seu vilarejo de origem com um risco transversal feito para simbolizar a deserção e o ódio por sua vila natal, um anel identificando suas posições na organização, um chapéu de palha e uma roupa negra decorada com nuvens vermelhas (simbolizando a chuva de sangue da Terceira Grande Guerra). Cada anel possui um símbolo diferente: 臨, 兵, 闘, 者, 皆, 陳, 裂, 在, 前, 空.
Quando os integrantes saem a campo, trabalham em duplas, geralmente coletando informações e novos jutsu, mas seu objetivo primário é a captura das bijuu e seus hospedeiros, os ditos jinchuuriki. A bijuu possui tanto chakra e poder que o processo de extração é fatal para seu hospedeiro: os integrantes da Akatsuki se reúnem, seja por meio de projeção astral, feita pelo jutsu Gentoshin no Jutsu, ou pela presença real no local; posicionam-se e executam uma técnica surpreendente, o Genryuu Kyuu Fuujin; com essa técnica o chakra da bijuu é extraído de seu jinchuuriki e armazenado para uso posterior da organização.
O anel dos integrantes da Akatsuki, um dos símbolos da organização, não pode ser retirado da mão enquanto o portador estiver vivo. Os anéis já existiam antes da organização, e são parte dos requisitos para se tornar um membro. Além de ter que possuir a joia, o aspirante também deve ser notavelmente forte e habilidoso. O décimo (10º) membro ainda não foi substituído oficialmente, visto que o anel de Orochimaru não está sob a guarda da Akatsuki. Posteriormente o Time Taka (Falcão) se aliou a Akatsuki, para que assim consigam realizar suas metas, que em muito se cruzam. Porém Suigetsu, Karin, Juugo e Sasuke Uchiha não são oficialmente membros, já que não possuem os anéis.

### Objetivos da Akatsuki
A organização passou a reunir ninjas com habilidades únicas e muito poderosas. Inicialmente seu objetivo era o de coletar dinheiro para a organização poder se manter, onde quem administrava o dinheiro era um dos dez membros, Kakuzu. A segunda meta era a de criar uma maneira de conseguir capturar as bijuu, com isso veio a criação de um dos mais poderosos fuuinjutsu, o Genryuu Kyuu Fuujin. Com as bijuu, a Akatsuki poderia causar guerras entre as Grandes Nações ninjas e vender poderio militar, destruindo o sistema de vilas ninjas e forçando os países a depender da Akatsuki, e com isso, o terceiro e último objetivo, controlar o mundo.

### Plano Olho da Lua
Olho da Lua é o misterioso plano de Tobi e o objetivo final dele na Akatsuki. Há muito tempo atrás um sacerdote chamado Eremita dos Seis Caminhos trouxe a paz ao mundo, selando uma criatura em si mesmo, através de uma técnica que ele criou, essa técnica fazia de um ser humano recipiente de uma bijuu, essa criatura era conhecida como Jūbi (十尾, lit. Dez Caudas). Ele foi o jinchuuriki da Jūbi, e o primeiro jinchuuriki. Mas o sacerdote sabia do perigo: se morresse a Jūbi sairia do seu corpo e voltaria a assolar o mundo ninja. Sendo assim, ele dividiu a Jūbi em nove partes, as nove bijuu conhecidos. Depois ele se explodiu no céu, criando assim a Lua, onde estava o último pedaço da Jūbi. Madara pretende pegar as nove bijuu e juntar com o último pedaço da Jūbi, que está na Lua, e assim ser seu jinchuuriki. Depois pretende fazer o jutsu "Tsukuyomi Infinito" a partir do qual a Lua se tornaria um olho com Sharingan gigante e todas as pessoas iriam ficar sob seu controle.

### Bijuu
As bijuu são criaturas grandes e ferozes, e portadoras de uma quantidade enorme de chakra. Devido ao seu grande poder, são úteis no campo de batalha. Atualmente a Akatsuki já possui sete das ditas bijuu; quem recebe a bijuu no seu corpo é chamado de Jinchuuriki (人柱力, lit. Poder do Sacrifício Humano). A Akatsuki planeja juntar as nove bijuu para criar o Jūbi (十尾, lit. Dez Caudas).
- Ichibi no Shukaku (一尾の守鶴, lit. Shukaku de Uma Cauda)
  - Status: capturado e selado pela Akatsuki
  - Capturado por: Deidara e Sasori
- Nibi (ニ尾, lit. Duas Caudas)
  - Status: capturado e selado pela Akatsuki
  - Capturado por: Hidan e Kakuzu
- Sanbi (三尾, lit. Três Caudas)
  - Status: capturado e selado pela Akatsuki
  - Capturado por: Deidara e Tobi
- Yonbi (四尾, lit. Quatro Caudas)
  - Status: capturado e selado pela Akatsuki
  - Capturado por: Kisame Hoshigaki e Itachi Uchiha
- Gobi (五尾, lit. Cinco Caudas)
  - Status: capturado e selado pela Akatsuki
  - Capturado: Nunca revelado
- Rokubi (六尾, lit. Seis Caudas)
  - Status: capturado e selado pela Akatsuki
  - Capturado por: Pain
- Nanabi (七尾, lit. Sete Caudas)
  - Status: capturado e selado pela Akatsuki
  - Capturado por: Kakuzu e Hidan
- Hachibi (八尾, lit. Oito Caudas)
  - Status: selado em Killer Bee
- Kyūbi no Yōko Kitsune (九尾の妖狐, lit. Raposa Demoníaca de Nove Caudas)
  - Status: selado em Naruto Uzumaki
  - Capturado por: Minato Namikaze
- Jūbi (十尾, lit. Dez Caudas)
  - Status: anteriormente dividido em nove feras de caudas e a Lua, posteriormente revivido
  - Capturado por: Eremita dos Seis Caminhos (六道仙人, Rikudō Sennin), posteriormente pelo Obito Uchiha (うちはオビト, Uchiha Obito)

## Integrantes
A tabela abaixo mostra a divisão dos membros da Akatsuki, seus respectivos deuses e anéis:
| Nº | Kanji      | Significado | Deus     | Dedo               | Membro                                      | Origem                                    |
| -- | ---------- | ----------- | -------- | ------------------ | ------------------------------------------- | ----------------------------------------- |
| 0  | Rei - 零   | zero        | nenhum   | polegar direito    | Nagato / Pain (morto)                       | Vila Oculta da Chuva                      |
| 1  | Sei - 青   | azul/verde  | Seiryu   | indicador direito  | Deidara (morto)                             | Vila Oculta da Pedra                      |
| 2  | Shiro - 白 | branco      | Byakko   | médio direito      | Konan (morta)                               | Vila Oculta da Chuva                      |
| 3  | Shu - 朱   | escarlate   | Suzaku   | anelar direito     | Itachi Uchiha (morto)                       | Vila Oculta da Folha                      |
| 4  | Kai - 玄   | javali      | Genbu    | mínimo direito     | Zetsu Preto (selado) / Zetsu Branco (morto) | Vila Oculta da Névoa                      |
| 5  | Sora - 空  | céu         | Kuuchin  | mínimo esquerdo    | Orochimaru (vivo)                           | Vila Oculta da Folha                      |
| 6  | Nan - 南   | sul         | Nanju    | anelar esquerdo    | Kisame Hoshigaki (morto)                    | Vila Oculta da Névoa                      |
| 7  | Kita - 北  | norte       | Hokuto   | médio esquerdo     | Kakuzu (morto)                              | Vila Oculta da Cachoeira                  |
| 8  | San - 三   | três        | Santai   | indicador esquerdo | Hidan (vivo)                                | Vila Oculta das Fontes                    |
| 9  | Tama - 玉  | esfera      | Gyokunyo | polegar esquerdo   | Sasori (morto) Obito Uchiha / Tobi (morto)  | Vila Oculta da Areia Vila Oculta da Folha |
| 10 | Nan - 南   | sul         | Nanju    | anelar esquerdo    | Jūzō Biwa (morto)                           | Vila Oculta da Névoa                      |

Notas
1. ↑  Em um dos esconderijos da Akatsuki, onde as bijuu (demônios selados dentro de pessoas) são removidos de seus jinchuuriki (pessoas que possuem esses demônios), é mostrado uma grande estátua invocada por Pain, onde cada dedo das mãos da estátua representa o lugar em que cada anel estava anteriormente.[8]
2. ↑  Após o confronto com Sasuke, foi absorvido pelo mesmo. A partir de seus restos mortais, Kabuto Yakushi adquiriu e absorveu seu DNA. Mais tarde, quando Sasuke tentou usar um jutsu sem chakra contra Itachi, Orochimaru conseguiu escapar do corpo do Sasuke, em forma de um dragão de oito cabeças (serpentes), e atacar Itachi, mas logo em seguida foi selado, usando a espada Totsuka do Susano'o de Itachi, removendo o Selo Amaldiçoado de Sasuke. No momento do selamento, parte do Orochimaru tenta escapar em forma de uma serpente branca, que em seguida é morta pelas chamas negras do Amaterasu. Tempos depois, Sasuke liberta parte do Orochimaru do Selo Amaldiçoado de Anko Mitarashi, em busca de informações; depois de livre, Orochimaru reabsorve seu chakra que estava em Kabuto.
3. ↑  Hidan está vivo, porém foi desmembrado por Shikamaru Nara e enterrado em um local secreto de seu clã; sua foice foi guardada pelo clã Nara.
4. ↑  Após ser morto pela Sakura e a Chiyo, Sasori foi substituído pelo Tobi, o qual recebeu seu anel.

### Tobi
Obito Uchiha (うちはオビト, Uchiha Obito) / Tobi (トビ, lit. pipa)
Recebeu o anel de Sasori, quando este morreu, ao entrar para a Akatsuki apesar de ter sido o último integrante a adentrar na organização, posteriormente, Tobi revela ter encorajado Yahiko a fundar a Akatsuki, e diz ser Madara Uchiha (うちはマダラ, Uchiha Madara, lit. mestre), o que fica claro não ser verdade quando o verdadeiro Madara é ressuscitado pelo Kabuto. Usava uma máscara laranja feita em espirais, com um único furo no olho direito. Depois de transplantar o Rinnegan do Nagato, passou a usar uma máscara branca com 2 furos. A personalidade de Tobi inicialmente era diferente dos outros integrantes da organização, ele era brincalhão, extrovertido e desajeitado, sendo o último a ser recrutado pela organização; porém após revelar sua verdadeira identidade, sua personalidade muda completamente, passando a ser uma pessoa fria, calculista e manipuladora. É revelado posteriormente ser Obito Uchiha. Foi morto por Kaguya Ōtsutsuki.

### Zetsu
Zetsu (ゼツ)
É um dos membros da Akatsuki mais leais a Tobi. É na verdade dois seres independentes compartilhando o mesmo corpo, sendo o Zetsu Preto (黒ゼツ, Kuro-Zetsu) mais sério e inteligente, e o Zetsu Branco (白ゼツ, Shiro-Zetsu) mais despreocupado e alegre. Ambas as partes foram criadas pela vontade de Uchiha Madara (liberação Yin–Yang), sendo que a metade branca do Zetsu foi criada usando também as células de Hashirama Senju. Parte do corpo de Zetsu se assemelha a uma dioneia, uma planta carnívora, cobrindo sua cabeça. A metade esquerda do corpo é completamente branca, enquanto que a metade direita é preta com pequenos pontos brancos. Ele pode se dividir em duas partes, que podem se comunicar a grandes distâncias, enraizando seus pés no chão, como também pode se fundir a outros materiais, como árvores, rochas e o chão, e viajar rapidamente, se fundindo ao chão e aparecendo em outro local.
Um de seus trabalhos na Akatsuki é o de eliminar corpos e quaisquer vestígios que possam dar informações sobre a organização. Ele devora os corpos de membros mortos da Akatsuki. Durande a Quarta Grande Guerra Shinobi, Tobi criou um exército de 100 mil clones do Zetsu Branco, com a ajuda do chakra das sete primeiras bijuu capturadas e do clone do Hashirama Senju criado usando células do original.

### Sasori
Sasori (サソリ, lit. escorpião)
Sasori, também conhecido como Sasori da Areia Vermelha, é o primeiro membro da Akatsuki a morrer. Ele entra para a Akatsuki logo depois de virar um nukenin, ao matar o Terceiro Kazekage, para transformá-lo em uma marionete. Era um mestre tanto na criação quanto na utilização de marionetes. A maioria das marionetes utilizadas por outros ninjas eram de sua criação, e ele as considerava como uma arte, porém imperfeita. Sua arte tornou-se perfeita, sob seu ponto de vista, com a utilização e criação do Hitokugutsu no Jutsu, que transformava um ser humano em uma marionete, mantendo suas habilidades de quando era vivo. Sasori possuía a capacidade de utilizar-se de até cem marionetes em um único ataque, sendo que utilizou a técnica para conquistar um país inteiro. Conseguiu derrotar e matar o Terceiro Kazekage, para posteriormente transformá-lo em uma de suas marionetes através do Hitokugutsu. Deidara referia-se à Sasori como sendo mais forte que ele, e o respeitava de certa forma. Para Sasori, a beleza verdadeira da arte estava na permanência, na imortalidade. Sasori foi morto por vovó Chiyo da aldeia da areia, com a ajuda de Sakura Haruno, com um jutsu em que as marionetes que foram feitas a partir da mãe e do pai de Sasori o mataram. Sasori foi revivido por Kabuto (que anteriormente era seu subordinado) para a Quarta Grande Guerra Ninja, mas foi parado pelo esquadrão de Kankuro.

### Hidan
Hidan (飛段)
Foi voluntário de um kinjutsu, que na verdade eram experiências que as pessoas de sua religião faziam. Nesse kinjutsu, Hidan ganhou imortalidade. O seu principal jutsu, só é possível por causa de sua imortalidade. Ele usa a foice de três gumes que ele carrega, para tirar sangue do adversário. Depois ele ingere o sangue, e faz um símbolo no chão, e quando entra nele, todos os golpes que ele recebe, seu adversário também recebe. Então ele usa sua imortalidade dando golpes fatais em si mesmo, e matando o adversário. Com esse jutsu ele matou Asuma Sarutobi. Ele é muito temido por seus adversários por causa de sua habilidade. Quando saía a campo formava dupla com Kakuzu. Hidan é imortal por ser o único vivo que passou pelo ritual do "Deus Jashin". Hidan está vivo porém desmembrado; foi soterrado por Shikamaru, ainda falando, em um local secreto do clã Nara.

### Kakuzu
Kakuzu (角都)
Kakuzu foi o segundo membro da Akatsuki a morrer. Kakuzu tem uma técnica de estender sua vida. Com isso ele teve uma vida excepcionalmente longa. É tão velho que lutou contra o Primeiro Grande Hokage (Hashirama Senju). Na verdade isso foi uma missão dada a ele pela Vila da Cachoeira, mas como falhou, foi punido e preso. Ao fugir da prisão, ele conseguiu essa técnica. Ele aumente sua vida, ao roubar o coração das pessoas, usando os inúmeros fios pretos de seu jutsu. Somado ao coração dele, o máximo de corações que ele pode ter, é cinco, tendo cinco vidas. Ou seja, teriam que matá-lo cinco vezes para poderem vencê-lo. E além disso cada um dos corações pode lutar a seu favor como um ninja distinto, e cada um dos corações com seu elemento. Um dos corações de Kakuzu fica em seu peito, mas os outros quatro ficam em máscaras que ficam presas em suas costas. Sendo que ele pode soltar membros de seu corpo. Kakuzu é o tesoureiro da Akatsuki, sendo extremamente ganancioso. O seu parceiro Akatsuki teria que obedecê-lo em tudo que mandasse, caso contrário seria morto por Kakuzu. Como resultado disso, Pain ordenou que seu parceiro agora seria Hidan. Na luta contra os ninjas da Vila Oculta da Folha, Kakuzu tem seus cinco corações destruídos. O primeiro é vítima do Chidori de Kakashi. O segundo é vítima do jutsu de Hidan, que o mata acidentalmente. O terceiro e o quarto são vítimas de um único jutsu de Naruto, o Rasen Shuriken. O último é morto também por Kakashi. Kakuzu e seus malditos cinco corações, foram revividos por Kabuto para a Quarta Grande Guerra Ninja, mas é selado pelo Time Asuma.

### Orochimaru
Orochimaru (大蛇丸, lit. grande serpente, dragão)
Orochimaru, um dos "Três Sannins Lendários", é um nukenin da Vila Oculta da Folha (Konoha); fugiu de Konoha por ter sido descoberto fazendo experiências proibidas em humanos, com a finalidade de descobrir novos jutsu e a imortalidade. Ele entra para a Akatsuki, com o intuito de obter o Sharingan de Itachi Uchiha, mas como falha, resolve fugir. Tempos depois, invade Konoha, deixa seu Selo Amaldiçoado em Sasuke Uchiha, e luta contra Hiruzen Sarutobi, o Terceiro Hokage e seu sensei, que se sacrifica para selar parte da alma de Orochimaru, fazendo com que Orochimaru perca a habilidade de usar jutsu por um tempo. Sasuke foge de Konoha para ser treinado por Orochimaru, e se torna um nukenin; Orochimaru planeja tomar seu corpo.
Após confronto com Sasuke, foi absorvido pelo mesmo. A partir de seus restos mortais, Kabuto Yakushi adquiriu e absorveu seu DNA. Mais tarde, quando Sasuke tentou usar um jutsu sem chakra contra Itachi, Orochimaru conseguiu escapar do corpo do Sasuke, em forma de um dragão de oito cabeças (serpentes), e atacar Itachi, mas logo em seguida foi selado, usando a espada Totsuka do Susano'o de Itachi, removendo o Selo Amaldiçoado de Sasuke. No momento do selamento, parte do Orochimaru tenta escapar em forma de uma serpente branca, que em seguida é morta pelas chamas negras do Amaterasu. Tempos depois, Sasuke liberta parte do Orochimaru do Selo Amaldiçoado de Anko Mitarashi, em busca de informações; depois de livre, Orochimaru reabsorve seu chakra que estava em Kabuto.

### Deidara
Deidara (デイダラ)
Deidara é usuário de bakuton ("elemento explosão") utilizando uma argila especial para lutar, é guardada dentro de uma bolsa presa a cintura. Com as duas bocas que possui em cada palma de suas mãos, Deidara modela a argila, inserindo seu chakra modificado dentro dela. Essa argila após ser expelida das duas bocas, geralmente possui a forma de algum animal, normalmente uma ave, mas podem ser aranhas, dragões, minas terrestres. Deidara entra na Akatsuki após desafiar e ser derrotado por Itachi Uchiha, Deidara após a batalha afirma que a arte de Itachi é superior a sua. Deidara se suicida com sua bomba final, com o objetivo de matar Sasuke Uchiha, mas falha, tendo este fugido para outra dimensão, usando o seu jutsu de invocação, Manda. Deidara é revivido por Kabuto para a Quarta Grande Guerra Ninja, mas foi selado pelo esquadrão de Kankuro.

### Itachi Uchiha
Itachi Uchiha (うちはイタチ, Uchiha Itachi, lit. fuinha)
O irmão mais velho de Sasuke. Por ser do clã Uchiha possui um doujustsu muito poderoso, o Sharingan. Após ver seu melhor amigo, Shisui Uchiha, se jogar de um penhasco, Itachi despertou uma forma evoluída do Sharingan, o Mangekyou Sharingan. Após obter o Mangekyou Sharingan, recebeu ordens do alto escalão da Vila Oculta da Folha para exterminar todos os membros do clã Uchiha, porém com uma condição, ele não mataria seu irmão caçula, Sasuke. Após esse extermínio, Itachi torna-se um nukenin de Konoha, já que os únicos que sabiam da ordem do extermínio eram Hiruzen Sarutobi, Danzo Shimura, e os outros dois anciãos. Suas técnicas são basicamente o uso de seu Sharingan, com isso torna-se extremamente habilidoso em genjutsu, e devido à natureza de seu clã é extremamente habilidoso no uso de técnicas do katon. Quando sai a campo forma dupla com Kisame Hoshigaki. Itachi morreu cego após uma batalha contra Sasuke, deixando seu Mangekyou Sharingan a ele. Logo depois é revelado a Sasuke, que Itachi teria deixado que ele o matasse, pois queria que Sasuke fosse visto como herói para Konoha. Sasuke também descobriu que Itachi era do bem, e o motivo dele ter entrado para a Akatsuki, era por a mesma poder ser uma ameaça a Konoha. Itachi é revivido por Kabuto para a Quarta Grande Guerra Ninja, mas sai do efeito do Edo Tensei, devido ao Sharingan de Shisui que ele havia "emprestado" a Naruto, caso Sasuke voltasse para Konoha.

### Nagato
Nagato (長門, lit. portão duradouro) / Pain (ペイン, Pein, lit. dor)
Pain, ao contrário do que muitos pensam era o líder da Akatsuki, o mais poderoso. Na verdade Pain são seis corpos que compartilha da mesma consciência, sendo todos controlados por Nagato Uzumaki. Quando pequeno, Nagato foi treinado por ninguém menos que Jiraiya, o sennin do sapo. Seus companheiros de equipe, assim como ele de Vila Oculta da Chuva, eram Yahiko e Konan. Nagato carregava em seus olhos o poder do maior entre os doujutsu oculares, o Rinnegan. Isso lhe permitiu aprender as mais diversas técnicas, dos mais diversos elementos. Com a saída de Jiraiya do time (que ia para Vila Oculta da Folha), Yahiko criou a Akatsuki, um grupo de ninjas mercenários, para assim, um dia ter chances de matar Hanzo, o líder opressivo de Ame. Ao confrontar diretamente Hanzo, Yahiko se suicida. Daí Nagato,com raiva por ter perdido seu amigo, usa ferozmente o Rinnegan, e mataria Hanzo, não fosse a técnica de teletransporte. Nagato, então, transforma o corpo do melhor amigo, Yahiko, no caminho "Deva" do Pain (do inglês: Dor). Nagato também usa mais cinco corpos de ninjas mortos, e junto a Yahiko, se chamam os Seis Caminhos de Pain, ou Seis Caminhos da Dor. Com isso, Pain derrota toda a Ame, inclusive Hanzo. Como líder da Akatsuki, Pain mata Jiraiya, seu antigo sensei, que como era de se esperar, leva ao menos um com ele. Só que Pain o repõe. Manipulado por Tobi, Pain destrói sozinho Konoha, sendo que durante a invasão um dos Pain cai perante Kakashi, levando este também a morrer. Pain sozinho mata Kakashi e Shizune e deixa Choza Akimichi e a Quinta Grande Hokage (Tsunade Senju) em coma. Com o outro Pain reposto, os Seis Caminhos de Pain são eventualmente mortos, um a um por Naruto. Naruto descobre onde Nagato estava se escondendo, e vai até lá. Naruto descobre que Nagato, apesar do caminho, só queria a paz no mundo ninja. Com a fé renovada, Nagato sacrifica a própria vida para ressuscitar as pessoas que tinha matado em Konoha.

### Kisame Hoshigaki
Kisame Hoshigaki (干柿鬼鮫, Hoshigaki Kisame, lit. tubarão demoníaco)
Fez parte do grupo dos Sete Espadachins da Névoa, assim como Zabuza Momochi e Choujiro. Seu estilo de luta é mesclado entre a utilização de sua espada, a Samehada e ninjutsu de suiton. É um nukenin de Vila Oculta da Névoa. Quando saía a campo formava dupla com Itachi Uchiha, seu grande amigo. Kisame era o ninja da Akatsuki que possuía mais chakra, sendo chamado de bijuu sem cauda. Após ficar seriamente ferido na terceira luta contra Might Guy, Kisame entra em uma prisão de água, e invoca três tubarões, para que o devorem, e assim não dá nenhuma informação sobre a Akatsuki. A grande quantidade de chakra que Kisame tinha era proveniente de sua espada Samehada, que roubava chakra dos ninjas com quem lutava. Após sua morte, Samehada se alia a Killer Bee, o irmão do Quarto Grande Raikage.

### Konan
Konan (小南, lit. pequena do sul)
Amiga de infância de Nagato Uzumaki e Yahiko, os três foram alunos de Jiraiya quando esteve em Vila Oculta da Chuva terra natal deles, Jiraiya ensinou a eles as técnicas ninjas, após três anos de treinamento ele partiu e deixou os três para fazer o seu próprio destino. Ela foi uma das fundadoras da Akatsuki, junto com Nagato, e Yahiko, o principal fundador. Ela possui a habilidade de controlar pedaços de papel e formar origamis para atacar o inimigo. Konan abandonou a Akatsuki após a morte de Nagato, sendo posteriormente morta por Tobi, ao tentar o impedir que roubasse o Rinnegan de Nagato.